# Ekstraklasa 2017-18
La temporada 2017-18 fue la 84.ª edición de la Ekstraklasa, el más alto nivel de fútbol en Polonia desde su creación en 1927. El Legia de Varsovia consiguió su tercer título consecutivo y el número trece en su historia.

## Formato de competencia
La temporada tiene dos fases. En la primera fase, llamada temporada regular, cada equipo debe jugar contra todos dos veces en partidos de local y visitante para un total de 30 partidos. En la segunda fase, los ocho primeros clasificados acceden a la ronda de campeonato y los últimos ocho equipos jugaran la ronda de descenso. En estas dos rondas disputadas al mismo tiempo cada equipo jugará contra los otros siete dos veces, una vez más en partidos de ida y vuelta para un total de 14 partidos.
Al final de la temporada el equipo con más puntos en la ronda campeonato se proclama campeón y se clasifica a la segunda ronda previa de la Liga de Campeones de la UEFA 2018-19, mientras los equipos que acaben en segunda y tercera posición acceden a la primera ronda previa de la Liga Europea de la UEFA 2018-19.
Los últimos dos equipos de la ronda de descenso descenderán automáticamente a la I Liga.

## Ascensos y descensos
Al igual que la temporada pasada los dos últimos equipos descendieron a la I Liga y fueron sustituidos por los dos mejores equipos de la I Liga 2016-17.
El Górnik Łęczna y el Ruch Chorzów terminaron en el puesto 15º y 16º, respectivamente, y descendieron a la I Liga como resultado. El Sandecja Nowy Sącz y el Górnik Zabrze terminaron primero y segundo respectivamente, y se ganaron la promoción a la Ekstraklasa.
| Pos. | Descendidos de la Ekstraklasa 2016-17 |
| ---- | ------------------------------------- |
| 15º  | Górnik Łęczna                         |
| 16º  | Ruch Chorzów                          |

| Pos. | Ascendido de la I Liga 2016-17 |
| ---- | ------------------------------ |
| 1º   | Sandecja Nowy Sącz             |
| 2º   | Górnik Zabrze                  |

## Equipos participantes
| Equipo                | Ciudad    | Estadio                           | Capacidad |
| --------------------- | --------- | --------------------------------- | --------- |
| Arka Gdynia           | Gdynia    | Stadion GOSiR                     | 15.139    |
| Wisła Płock           | Płock     | Estadio Kazimierz Górski          | 10.978    |
| Jagiellonia Białystok | Białystok | Estadio Municipal de Bialystok    | 22.386    |
| Korona Kielce         | Kielce    | Estadio Kielce City               | 15.550    |
| KS Cracovia           | Cracovia  | Estadio Mariscal Józef Piłsudski  | 15.114    |
| Lech Poznań           | Poznań    | Stadion Miejski                   | 43.269    |
| Lechia Gdańsk         | Gdańsk    | PGE Arena                         | 43.615    |
| Legia de Varsovia     | Varsovia  | Pepsi Arena                       | 31.103    |
| Piast Gliwice         | Gliwice   | Estadio Municipal de Gliwice      | 10.037    |
| Górnik Zabrze         | Zabrze    | Estadio Ernest Pohl               | 24.413    |
| Pogoń Szczecin        | Szczecin  | Estadio Municipal Florian Krygier | 17.783    |
| Sandecja Nowy Sącz    | Nowy Sącz | Estadio Termalica Bruk-Bet        | 4.653     |
| Śląsk Wrocław         | Breslavia | Stadion Miejski                   | 43.308    |
| LKS Nieciecza         | Nieciecza | Estadio Termalica Bruk-Bet        | 4.653     |
| Wisła Cracovia        | Cracovia  | Estadio Henryk Reyman             | 33.326    |
| Zagłębie Lubin        | Lubin     | Dialog Arena                      | 16.300    |

### Personal y uniformes
| Equipo                       | Presidente           | Entrenador           | Capitán              | Firma deportiva | Patrocinador           |
| ---------------------------- | -------------------- | -------------------- | -------------------- | --------------- | ---------------------- |
| Arka Gdynia                  | Wojciech Pertkiewicz | Leszek Ojrzyński     | Krzysztof Sobieraj   | Adidas          | Gdynia                 |
| Bruk-Bet Termalica Nieciecza | Danuta Witkowska     | Mariusz Rumak        | Łukasz Piątek        | Adidas          | Bruk-Bet               |
| Cracovia                     | Janusz Filipiak      | Michał Probierz      | Miroslav Čovilo      | Puma            | Comarch                |
| Górnik Zabrze                | Bartosz Sarnowski    | Marcin Brosz         | Szymon Matuszek      | Adidas          | Allianz                |
| Jagiellonia Białystok        | Cezary Kulesza       | Ireneusz Mamrot      | Rafał Grzyb          | Erreà           | STS                    |
| Korona Kielce                | Krzysztof Zając      | Gino Lettieri        | Radek Dejmek         | Puma            | Lewiatan               |
| Lech Poznań                  | Karol Klimczak       | Nenad Bjelica        | Maciej Gajos         | Nike            | Aforti                 |
| Lechia Gdańsk                | Adam Mandziara       | Piotr Nowak          | Sebastian Mila       | New Balance     | Energa                 |
| Legia de Varsovia            | Dariusz Mioduski     | Jacek Magiera        | Miroslav Radović     | Adidas          | Fortuna                |
| Piast Gliwice                | Paweł Żelem          | Dariusz Wdowczyk     | Gerard Badía         | Joma            | Gliwice                |
| Pogoń Szczecin               | Jarosław Mroczek     | Maciej Skorża        | Adam Frączczak       | Zina            | Grupa Azoty            |
| Sandecja Nowy Sącz           | Grzegorz Haslik      | Radosław Mroczkowski | Dawid Szufryn        | Saller          | Zakłady Mięsne Szubryt |
| Śląsk Wrocław                | Michał Bobowiec      | Jan Urban            | Piotr Celeban        | Adidas          | forBET                 |
| Wisła Cracovia               | Marzena Sarapata     | Kiko Ramírez         | Arkadiusz Głowacki   | Adidas          | LV Bet                 |
| Wisła Płock                  | Jacek Kruszewski     | Jerzy Brzęczek       | Bartłomiej Sielewski | Adidas          | PKN Orlen, Budmat      |
| Zagłębie Lubin               | Tomasz Dębicki       | Piotr Stokowiec      | Konrad Forenc        | Nike            | KGHM                   |

## Tabla de posiciones

### Temporada regular
- Actualizado al final de la temporada regular el 7 de abril de 2018. Fuente: UEFA.com (Español)

| Pos. | Equipo                       | Pts. | PJ | G  | E  | P  | GF | GC | Dif. | Clasificación                     |
| ---- | ---------------------------- | ---- | -- | -- | -- | -- | -- | -- | ---- | --------------------------------- |
| 1    | Lech Poznań                  | 55   | 30 | 15 | 10 | 5  | 49 | 23 | +26  | Clasificación al Grupo Campeonato |
| 2    | Jagiellonia Białystok        | 54   | 30 | 16 | 6  | 8  | 45 | 36 | +9   | Clasificación al Grupo Campeonato |
| 3    | Legia Varsovia               | 54   | 30 | 17 | 3  | 10 | 43 | 31 | +12  | Clasificación al Grupo Campeonato |
| 4    | Wisła Płock                  | 49   | 30 | 15 | 4  | 11 | 42 | 35 | +7   | Clasificación al Grupo Campeonato |
| 5    | Górnik Zabrze                | 47   | 30 | 12 | 11 | 7  | 56 | 46 | +10  | Clasificación al Grupo Campeonato |
| 6    | Korona Kielce                | 45   | 30 | 11 | 12 | 7  | 44 | 37 | +7   | Clasificación al Grupo Campeonato |
| 7    | Wisła Cracovia               | 44   | 30 | 12 | 8  | 10 | 41 | 36 | +5   | Clasificación al Grupo Campeonato |
| 8    | Zagłębie Lubin               | 43   | 30 | 10 | 13 | 7  | 39 | 33 | +6   | Clasificación al Grupo Campeonato |
| 9    | Arka Gdynia                  | 40   | 30 | 10 | 10 | 10 | 38 | 32 | +6   | Clasificación al Grupo Descenso   |
| 10   | KS Cracovia                  | 39   | 30 | 10 | 9  | 11 | 40 | 40 | 0    | Clasificación al Grupo Descenso   |
| 11   | Śląsk Wrocław                | 31   | 30 | 7  | 10 | 13 | 35 | 48 | −13  | Clasificación al Grupo Descenso   |
| 12   | Pogoń Szczecin               | 31   | 30 | 8  | 7  | 15 | 34 | 48 | −14  | Clasificación al Grupo Descenso   |
| 13   | Piast Gliwice                | 30   | 30 | 6  | 12 | 12 | 28 | 38 | −10  | Clasificación al Grupo Descenso   |
| 14   | Lechia Gdańsk                | 31   | 30 | 7  | 10 | 13 | 39 | 51 | −12  | Clasificación al Grupo Descenso   |
| 15   | Bruk-Bet Termalica Nieciecza | 29   | 30 | 7  | 8  | 15 | 32 | 52 | −20  | Clasificación al Grupo Descenso   |
| 16   | Sandecja Nowy Sącz           | 25   | 30 | 4  | 13 | 13 | 27 | 46 | −19  | Clasificación al Grupo Descenso   |

 Fuente: Ekstraklasa, 90minut
Criterios de clasificación: 1) Puntos; 2) puntos entre sí; 3) diferencia de goles; 4) Goles marcados.

### Grupo Campeonato
| Pos. | Equipo                | Pts. | PJ | G  | E  | P  | GF | GC | Dif. | Clasificación                                                    |
| ---- | --------------------- | ---- | -- | -- | -- | -- | -- | -- | ---- | ---------------------------------------------------------------- |
| 1    | Legia Varsovia        | 70   | 37 | 22 | 4  | 11 | 54 | 35 | +19  | Clasifica a Liga de Campeones de la UEFA 2018-19                 |
| 2    | Jagiellonia Białystok | 67   | 37 | 20 | 7  | 10 | 55 | 41 | +14  | Segunda fase clasificatoria de la Liga Europa de la UEFA 2018-19 |
| 3    | Lech Poznań           | 60   | 37 | 16 | 12 | 9  | 53 | 33 | +20  | Primera fase clasificatoria de la Liga Europa de la UEFA 2018-19 |
| 4    | Wisła Płock           | 57   | 37 | 17 | 6  | 14 | 53 | 45 | +8   | Primera fase clasificatoria de la Liga Europa de la UEFA 2018-19 |
| 5    | Górnik Zabrze         | 60   | 37 | 16 | 12 | 9  | 68 | 54 | +14  |                                                                  |
| 6    | Wisła Cracovia        | 55   | 37 | 15 | 10 | 12 | 51 | 42 | +9   |                                                                  |
| 7    | Korona Kielce         | 49   | 37 | 12 | 13 | 12 | 49 | 54 | −5   |                                                                  |
| 8    | Zagłębie Lubin        | 52   | 37 | 13 | 13 | 11 | 45 | 42 | +3   |                                                                  |

 Fuente: Ekstraklasa, 90minut
Criterios de clasificación: 1) Puntos; 2) puntos entre sí; 3) diferencia de goles; 4) Goles marcados.

### Grupo Descenso
| Pos. | Equipo                       | Pts. | PJ | G  | E  | P  | GF | GC | Dif. | Clasificación                     |
| ---- | ---------------------------- | ---- | -- | -- | -- | -- | -- | -- | ---- | --------------------------------- |
| 9    | KS Cracovia                  | 50   | 37 | 13 | 11 | 13 | 51 | 52 | −1   |                                   |
| 10   | Śląsk Wrocław                | 50   | 37 | 13 | 11 | 13 | 50 | 54 | −4   |                                   |
| 11   | Pogoń Szczecin               | 45   | 37 | 12 | 9  | 16 | 46 | 54 | −8   |                                   |
| 12   | Arka Gdynia                  | 43   | 37 | 11 | 10 | 16 | 46 | 48 | −2   |                                   |
| 13   | Lechia Gdańsk                | 39   | 37 | 9  | 13 | 15 | 46 | 58 | −12  |                                   |
| 14   | Piast Gliwice                | 37   | 37 | 8  | 13 | 16 | 40 | 48 | −8   |                                   |
| 15   | Bruk-Bet Termalica Nieciecza | 36   | 37 | 9  | 9  | 19 | 39 | 66 | −27  | Descendido a la I Liga de Polonia |
| 16   | Sandecja Nowy Sącz           | 33   | 37 | 6  | 15 | 16 | 34 | 54 | −20  | Descendido a la I Liga de Polonia |

 Fuente: Ekstraklasa, 90minut
Criterios de clasificación: 1) Puntos; 2) puntos entre sí; 3) diferencia de goles; 4) Goles marcados.

## Estadísticas

### Máximos goleadores
- Actualizado el 13 de mayo de 2018.

| Pos. | Jugador           | Club           | Goles |
| ---- | ----------------- | -------------- | ----- |
| 1    | Carlos López      | Wisła Cracovia | 24    |
| 2    | Igor Angulo       | Górnik Zabrze  | 22    |
| 3    | Krzysztof Piątek  | KS Cracovia    | 20    |
| 4    | Christian Gytkjær | Lech Poznań    | 19    |
| 4    | Marcin Robak      | Śląsk Wrocław  | 19    |
| 6    | Marco Paixão      | Lechia Gdańsk  | 16    |
| 6    | Jakub Świerczok   | Zagłębie Lubin | 16    |
| 8    | Jarosław Niezgoda | Legia Varsovia | 13    |
| 9    | Adam Frączczak    | Pogoń Szczecin | 10    |
| 9    | Damian Kądzior    | Górnik Zabrze  | 10    |
| 9    | Arkadiusz Piech   | Śląsk Wrocław  | 10    |
| 9    | Mateusz Szwoch    | Arka Gdynia    | 10    |

### Máximos asistentes
- Actualizado el 18 de diciembre de 2017.

| Pos. | Jugador             | Club                  | Asistencias |
| ---- | ------------------- | --------------------- | ----------- |
| 1    | Rafał Kurzawa       | Górnik Zabrze         | 11          |
| 2    | Fiodor Černych      | Jagiellonia Białystok | 7           |
| 3    | Szymon Drewniak     | KS Cracovia           | 6           |
| 3    | Giorgi Merebashvili | Wisła Płock           | 6           |
| 3    | Łukasz Wolsztyński  | Górnik Zabrze         | 6           |
| 6    | Michał Chrapek      | Śląsk Wrocław         | 5           |
| 6    | Alan Czerwiński     | Zagłębie Lubin        | 5           |
| 6    | Kasper Hämäläinen   | Legia Varsovia        | 5           |